# Парк 9 апреля (Тбилиси)
Парк 9 апреля (груз. 9 აპრილის ბაღი) — городской парк Тбилиси, ограничен проспектом Руставели, улицами Георгия Чантурия, Арчила Джорджадзе, Георгия Атонели, Резо Табукашвили.

## История
В 1848 на территории будущего городского сада по проекту архитектора Скудьери был заложен Корпусной Николаевский собор, в 1851 году при обрушении строительных лесов вокруг строящегося собора Скудьери погиб.
Первый в Тбилиси общественный сад был спланирован по проекту архитектора Отто Симонсона (1859), был открыт в 1865 году. Первоначальное название — Александровский. Сад занял территорию древнего ристалища «Кабахи» (от персидского названия мачты с призом за победу в состязании). В саду работали торговые павильоны, в частности, киоск прохладительных вод завода М. Е. Лагидзе.
В 1885—1888 годах архитектором Альбертом Зальцманом на прилежащей к саду территории было построено здание военно-исторической галереи «Храм славы». Главной целью её экспозиций была популяризация побед России во время Кавказской войны. Ныне здание занимает Национальная галерея Грузии («Голубая галерея»).
В 1904 году в парке установили памятник Н. Гоголю (скульптор Ф. Ходорович, памятник исчез в начале 1990-х).
В 1910 году по проекту архитектора Л. Бильфельда на прилегающей к парку территории была перестроена древняя церковь Кашвети (за образец архитектору было предписано взять храм Самтависи).
10 февраля 1918 года (день созыва Закавказского Сейма, подчеркивавшего факт отделения Закавказья от России) по распоряжению Н. Жордания, Н. Рамишвили и Е. Гегечкори, возглавлявших меньшевистское правительство Грузии, в парке был расстрелян многотысячный мирный митинг протеста.
В советское время носил название Сад 26 бакинских комиссаров, Сад коммунаров. В нижней части парка был воздвигнут монумент в память событий революционных лет. Делящая парк на две части Сапёрная улица была переименована в честь одного из организаторов грузинского комсомола Бориса Дзнеладзе, в 1929 году ему был воздвигнут памятник (скульпторы К. Мерабишвили и Р. Тавадзе, реконструирован в 1958 году, архитекторы Ш. Кавлашвили и Г. Мелкадзе). В 1936 году в парке был сооружён также памятник Ладо Кецховели (скульптор В. Топуридзе).
В парке работал кинотеатр «Экран».
Парк был переименован в связи с событиями 9 апреля 1989 года в Тбилиси. Переименовали также и улицу Дзнеладзе (в Табукашвили).
В 2007 году общество «9 апреля» выступило с предложением захоронить у входа в парк первого президента Грузии Звиада Гамсахурдиа.

## Достопримечательности
- Памятник Елене Ахвледиани
- Памятник Соломону Додашвили
- Памятник Ладо Гудиашвили (2003, скульптор Джуна Микатадзе)
- Памятник Давиду Какабадзе
- Памятник Рамазу Чхиквадзе (2013, скульптор Зураб Церетели)[6]
- Бюст Игнатия Ниношвили (1923, скульптор Яков Николадзе)[7]
- Бюст Анатолия Собчака (2004)[8][9].
- Памятник Отару Мегвинетухуцеси[10]
- Памятник Михаилу Зичи[11]